# فارادی ۳۷۵۸۲
سیارک ۳۷۵۸۲ (به انگلیسی: 37582 Faraday، نامگذاری:1990TT3) سی و هفت هزار و پانصد و هشتاد و دومین سیارک کشف شده‌است که در ۱۲ اکتبر ۱۹۹۰ کشف شد.